# Petrinja (Bośnia i Hercegowina)
Petrinja (cyr. Петриња) – wieś w Bośni i Hercegowinie, w Republice Serbskiej, w gminie Kostajnica. W 2013 roku liczyła 481 mieszkańców.